# 塞吉尼奧·德斯特
塞吉尼奧·詹尼·德斯特（英語：Sergiño Gianni Dest；2000年11月03日—），是美國職業足球員，司職右後衛，阿賈克斯青訓，現時効力荷甲球隊PSV燕豪芬。德斯特出生於荷蘭城市阿爾梅勒，父親為美國人，母親為荷蘭人，2019年德斯特選擇代表美國國家隊出賽。

## 職業生涯

### 阿賈克斯
2019年夏季轉會窗，德斯特是當季首位升上一線隊的青年隊球員。2019年7月27日，首次為阿賈克斯於克魯伊夫盾決賽出場，並協助球隊以2-0擊敗PSV恩荷芬，獲得職業生涯首冠。

### 巴塞隆拿
2020年夏季轉會窗，拜仁慕尼黑和巴塞隆拿同時希望簽入德斯特，但礙於球員本身為巴塞隆拿的球迷，因此他選擇到加泰隆尼亞發展他的足球生涯，10月1日巴塞隆拿宣布簽入19歲的德斯特，亦成為巴塞隆拿一隊歷史上首位的美國人。
10月4日，在巴塞罗那1-1战平塞维利亚的比赛中，德斯特在第75分钟替补阿尔巴出场，完成在巴塞罗那的首秀。10月20日，他成为第一个在欧洲冠军联赛中为巴塞罗那出场的美国人。当月晚些时候，德斯特成为第一个在西班牙德比中出场的美国人；巴塞罗那以1-3的比分输给了皇家马德里，但德斯特在比赛中的表现受到了赞扬。2020年11月24日，德斯特在欧洲冠军联赛小组赛中客场4-0战胜基辅迪纳摩，为巴塞罗那打进了他的第一个进球。德斯特成为第一个为俱乐部取得职业进球的美国人。2021年3月21日，他在6-1客胜皇家社会的比赛中打进一球。

### AC米蘭
2022年9月1日，AC米蘭俱樂部宣佈從巴塞隆拿租借邊後衛達斯治，租期一年，並享有買斷權。

## 技術特點
德斯特身材較矮小，但有快速的盤帶和傳中技術，在2019/20賽季擔任阿賈克斯的翼衛，是能攻能守的全能邊後衛。除了右後衛外，亦能出任左後衛。

## 榮譽

### 俱樂部
阿賈克斯
- 克魯伊夫盾冠军：2019

 巴塞罗那
- 西班牙国王杯冠军：2020–21

PSV燕豪芬
- 荷蘭甲組足球聯賽冠军： 2023–24，2024–25[4]

### 国家队
美国
- 美洲金杯冠军: 2021

### 個人
- 美國足球年度最佳青年男子球員（英语：U.S. Soccer Athlete of the Year）:2019
- 阿賈克斯年度最佳青年球員:2020